# 다자와촌 (아키타현)
다자와촌(田沢村)은 아키타현 센보쿠군에 있던 촌이다. 현재의 센보쿠시 북동부, 다자와호의 북동 일대에 해당한다.

## 역사
- 1889년 4월 1일 - 정촌제 시행에 의해 2촌의 구역으로 성립하였다.
- 1956년 9월 30일 - 오보나이정, 진다이촌과 합병해 다자와코정이 성립하였다. 동일 다자와촌이 폐지되었다.